# Pioneer 0
Pioneer 0 was de eerste missie uit het Amerikaanse Pioneerprogramma. Dit ruimtevaartprogramma met onbemande sondes, had tot doel het verkennen van bepaalde delen van het zonnestelsel. De bekendste missies zijn de Pioneer 10 en Pioneer 11. Laatstgenoemde missies hadden allebei de bekende gouden plaat aan boord waarop een man en vrouw zijn afgebeeld met op de achtergrond de sonde. De raket is 77 seconden na de lancering geëxplodeerd.
0 · 1 · 2 · 3 · 4 · P-3 · 5 · P-30 · P-31 · 6, 7, 8 en 9 · 10 · 11 · Venus 1 · Venus 2